# Сельцы (Печорский район)
Сельцы — деревня в Кулейской волости Печорского района Псковской области.
Расположена на северном берегу острова Каменка в западной части Псковского озера. На острове к юго-востоку находится деревня Медово.

## Население
Численность населения деревни Сельцы составляет 17 жителей по состоянию на 2000 год.
| 2001 | 2002 | 2010 |
| ---- | ---- | ---- |
| 17   | ↘10  | ↘7   |

## Топографические карты
- Лист карты O-35-XXII Печоры. Масштаб: 1 : 200 000. Издание 1967 г.